# سیاه یا سفید (فیلم)
سیاه یا سفید (انگلیسی: Black or White) فیلمی در ژانر درام به کارگردانی مایک بایندر است که در سال ۲۰۱۴ منتشر شد. از بازیگران فیلم می‌توان به کوین کاستنر، اکتاویا اسپنسر، جیلین استل، بیل بور، جنیفر ایلی، آندره هالند، جیلیان جیکوبز و آنتونی مکی اشاره کرد.